# Francesc Gazan

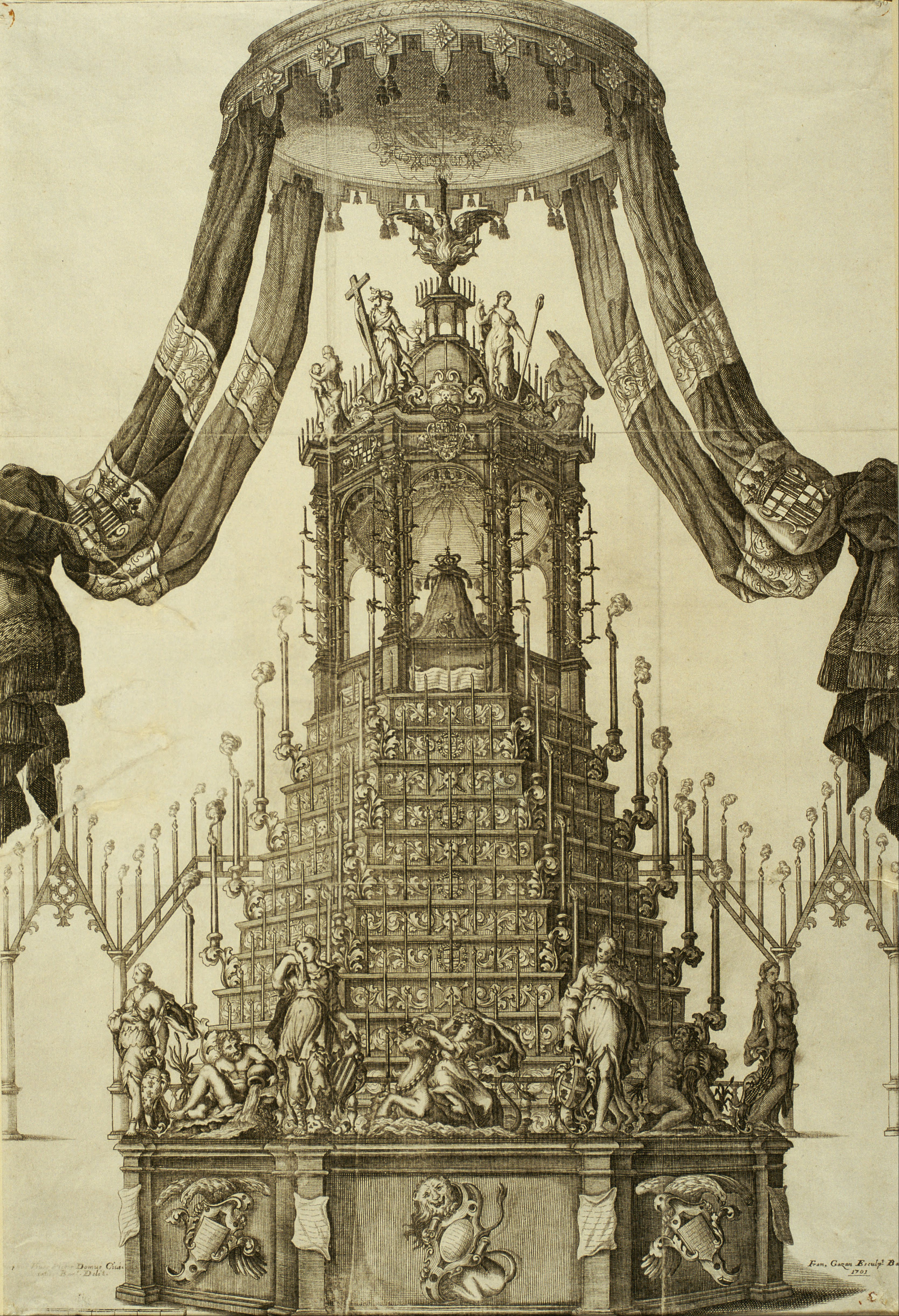
Francesc Gazan, Túmul de Carles II, 1701

Francesc Gazan, també conegut com a Francisco Gazaz, fou un gravador, actiu a Barcelona entre 1684-1702 i a Madrid entre 1710 i 1732.

## Biografia
Poques coses se saben de la vida de Francesc Gazan més enllà de la publicació dels seus gravats (documentats entre 1684-1733) i de les pinzellades que ell mateix ofereix en el pròleg del llibre que tradueix i grava l'any 1733, reimprès l'any 1748.
Queda clar que compaginà la seva activitat com a militar, amb una sòlida formació teòrica, segons ell mateix afirma, i que serví en l'exèrcit al Principat durant la guerra dels Nou Anys, i gravà l'espectacular plànol del setge de Barcelona de 1697 que va signar Juan Gianola. La seva activitat militar facilitaria en gran manera el seu treball en aquest plànol tan especial, i segurament, en el setge de 1697, Gazan assistí Gianola, i el cap d'aquest, Josep Chafrion, a qui, en darrera instància, caldria atribuir el mèrit del treball, que la seva prematura mort, el 10 de juliol de 1698, impediria segurament que coronés, i que va ser finalment culminat pel capità Juan Gianola, el seu ajudant.
Sembla que després de la victòria austriacista de 1705 abandonà Barcelona i Catalunya amb les tropes del virrei Velasco fidels a Felip V, per acabar instal·lant-se, sembla que definitivament, a la Cort, on compaginaria la seva eventual activitat com a gravador amb el servei al rei Borbó en qualitat de guàrdia de corps.
A banda dels habituals treballs d'estampes de sants, patents de sanitat i altres obres menors, els seus gravats de l'escut de la Llotja de Mar, el túmul de Carles II, o l'escut de l'Acadèmia dels Desconfiats, el situen en un context cultural molt austriacista, malgrat que després se'n desmarqués obertament en el seu text autobiogràfic.
Malgrat tot, conservà una amistat amb l'irreductible austriacista Pere Serra i Postius. El mateix Francesc redactà una panoràmica general de la seva activitat i interessos:
« Continuos desvelos, estudios, y Trabajos inmensos, de los quales no he participa poco en el discurso de mi vida: pues debo decirte que aunque nací en la Paz, me crié en la Guerra, crecí en ella, y aprendí el oficio; en cuyo tiempo, viéndome algo diestro, me hicieron Oficial infante, y después de poco tiempo, oficial dragón.
Professé las armas en dichos empleos, hasta que la guerra fue interrumpida por la primera Paz que vi, y para gozar de sus Frutos, me retiré a mi patria barcelonesa, en donde apenas estuve, quando el ruidoso Marte, embidioso de la tranquilidad de Europa, bolvió a suscitar los estrépitos fulminantes de su ira, con más rigor que nunca, en cuyo tiempo me fue preciso bolver a exercir mi primer oficio en defensa de mi rey y señor Carlos II (que Dios aya) y de mi patria, a quien serví a mi costa, hallándome en todas las ocasiones de su real Servicio, hasta que passó a mejor vida, sucediéndole como a heredero legitimo por línea recta, y de la sangre, el invicto y animoso Phelip V, mi Rey y Señor (que Dios guarde), Continué su real Servicio en todas las ocasiones que se ofrecieron, y en particular en las dos invasiones que hicieron los enemigos en la capital de aquel Principado, hasta que en la última, del año 5, me vi comprehendido, en ser uno de aquellos que supieron elegir el major partido (a Dios gracias), y en esta conformidad, salí de la plaza, embarcándome con su guarnición, sobre la esquadra inglesa, en donde experimentamos la buena fee de los sectarios anglicanos, porque los que nos embarcamos con alguna lana salimos bien trasquilados, y por fin, nos desembarcaron en nuestras costes de España, en la playa que llaman del Castillo de la Carbonera, en donde hallamos la Real providencia que el Rey, mi señor, havía mandado disponer para socorrernos; en cuya ocasión me hallé insensiblemente alistado (quasi in capite libri) en una de las quatro compañías de Reales Guardias de Corps, en la qual he servido, hasta que su magestad, en el año de 13, fue servido concederme el empleo de capitán de Puerto de Mar de dicha plaza, de que, pidiendo la patente para ir a servirle el año de 14 (que dicha capital y su provincia se rindieron a la obediencia del rey) se sirvió S. M. emplearme en la Corte en su servicio.
Ya oygo, lector mío, que me dices, que lo último que digo, más parece Relación de Servicios que no Discurso sobre la materia de que trata este librito, a que te satisfago, diciendo que esto es solamente una breve narración de los principios militares que he exercido desde los primeros años que estudié la Escuela de Marte, como también para que veas que lo que se aprende en la puerilidad o juventud tarde o nunca se olvida; assí me sucede a mí, pues aunque en el discurso de mi vida ha havido ocasión en que no he exercitado las armas militares, no por esso he dexado de emplearme siempre en la theórica de ellas, como son, la Mathemática, y otras cosas pertenecientes a la Guerra (que todo oficial militar debe saber) y esto es en tanto verdad que estando (como he dicho) fuera de las tropas desde el año de 13, y por consiguiente fuera del exercicio militar, tocante a las armes ofensivas y defensivas, no me ha sido possible contenerme en materia de tratar de armas, pero no de las que trata la Escuela de Marte, porque después de tantos autores clásicos que han escrito de esta materia, como son entre otros los libros de Los Trabajos de Marte, la Escuelas de Palas, y las obras de Vauban, y otros, sería temeridad en mí querer descobrir y hallar lo que estos autores no han descubierto, haviendo tratado y professado estas materias de tan cerca, como se ve en sus escritos, sin embargo he de tratar de armas y sus escudos, aunque me digas, es como lo que dicen que ay de lo vivo a lo pintado, lo que a mi parecer no es tanta como lo exageran, porque si bien lo repares, hallarás que la figura en donde se pintan, gravan o dibujan”

## Obres destacades
Al Museu Nacional d'Art de Catalunya es conserva l'obra Túmul de Carles II, feta amb Burí sobre paper.
A l'Institut Cartogràfic de Catalunya es conserva el plànol Plano de Barcelona sitiada por las armas de Francia el dia 12 de iunio y defendida [h]asta 5 de agosto del año 1697, fet per Gazan en col·laboració amb Juan Gianola.
Va crear l'emblema de l'Acadèmia dels Desconfiats.

## Obres comentades
- 1684 Sermones varios del padre Antonio Rius, Barcelona, Imprenta de Mathevat.
- 1688 Synodales del obispado de Gerona, amb el sepulcre de san Narcís, dues perspectives de batalles i diversos símbols.[2][Sepulcre de Sant Narcís] por Geronymo Palol ... | 1688
- 1691 l'impressor gironí Jeroni Palol estampà aquesta planxa a l'obra de Fra Josep de Girona Satisfacción a las dificultades... i també una altra versió del tema a les constitucions sinodals del bisbe Miquel Pontich[5]
- 1689 Vista de la ciutat de Barcelona amb el port, a l'obra de Pedro de Ribadeneyra, Flos sanctorum o libro de las vidas de los santos […] aumentado con las vidas de muchos santos por Juan Eusebio Nieremberg y Francisco García […] y últimamente añadido por Andrés López Guerrero, de la Orden de nuestra Señora del Carmen de la Observancia. Tercera parte...., consagrado a la nobilíssima y fidelíssima Ciudad de Barcelona, patrocinada de la Virgen Madre de la Merced, Redentora de Cautivos, Barcelona, Vicente Surià, 1688, vol.3 (1689) Catàleg 284 Nova versió el 1691/1696, amb uns gravats notablement pitjors, copiats segurament per un altre gravador menys hàbil.
- 1689 Sant Bernat Calbó, gravat a l'obra del jesuïta Onofre Relles, Vida, virtudes y milagros de San Bernardo Calvò, religioso cistercensiense, abat de Santas Cruzes, y obispo de la Ciudad de Vique... Barcelona : en la impr. de Rafael Figuerò, 1689
- 1691 Constitvtiones synodales diocesis Gerunden. : in unum collectae, renovatae & auctae svb ... D. Fr. Michaele Pontich ... : variis glossis, communioribúsque D.D. maximè recentiorum opinionibus ac declarationibus Sacr. Congr. cardinalium comprobatis, exornatae a Francisco Romagvera ... : ac qvadrvplici indice, primo argvmentorum capitum synodalium, secundo: materiarum quae in textibus eatum continentur, tertio: titulorum, quarto & ultimo: rerum notabilium quae in glossis reperiuntur, authoris labore, compacta. Hieronymi Palol, Girona,
- 1691 Gravat del sepulcre de Sant Narcís amb els mosques i escena de batalla al fons. L'impressor gironí Jeroni Palol estampa aquesta planxa a l'obra de Fra Josep de Girona Satisfacción a las dificultades... i també una altra versió del tema a les constitucions sinodals del bisbe Miquel Pontich.[6] En aquest segon cas, a la part superior del sepulcre apareix una imatge de la Verge i el Nen que aquí veiem substituïda per una invenció al∙legòrica.
- 1692 Fidelissima et exemplarisci vitas Dertvsae, gravat al·legòric inclòs a l'obra que el franciscà Francesc Serra, natural de Tortosa, dedicà als procuradors de Tortosa, Quaresma continua adornada con oraciones morales evangélicas para todos sus días y celebridad de las Quarenta Horas. Juan Jolis, Barcelona, 1692[7]
- 1693 Gloriosam Gabrielis legationem ad deipatam Virginem Tartarei Colubti Trimphatricem Eximiam, ipsiusque consensum modulabitut in Virginis svaristicae scolae solemnis nobilis / Joannes de Pastor, et Dezcallar...ac Mariani Sodalitii florentissimus Alumnus. Barcin. : Ex Typ. Raphaelis Figueró, 1693.
- 1696 Escut de la Llotja de Mar que figura a l'imprès Reconocido obsequio y demostración festiva que el magnifico magistrado de la Lonja del Mar de la excelentíssima ciudad de Barcelona hizo el día 22 de Noviembre 1696 en acción de gracias a la patrona de España y reyna del Cielo, por el feliz recobro de la salud del Rey N.S. Carlos II. Rafael Figueró, Barcelona, 1696. BC, F.Bon 242, 5929, 2732.
- 1698 Plano de Barcelona sitiada por las armes de Francia el día 12 de iunio y defendida asta 5 de agosto del año 1697, que fue entregada, en quatre fulles muntades (AHCB), disseny de Giovanni Gianola.
- 1699 Ad Maiorem Deiparae Gloriam cuius fundamenta in montibus sanctis cuida in capite Corona stellarum duodecim. / anonymi Carmina cum contis / anonymi in Monsserrattense sanctuarium Barcinone. Martini Gelabert, Barcelona, 1699. BC 14-V-16/16

Gazan tallà la matriu concebuda per il·lustrar un poemari marià escrit en llatí, Anonymi Carmina cum notis anonymi ins Monsserrattense sanctorium, que després s'integrà en el primer volum del llibre de Pere Serra Postius, Epítome histórico, del portentoso Santuario, y Real Monasterio de Nuestra Señora de Monserrate : ilustrado con los sucessos históricos ms memorables de los príncipes sus devotos y bienhechores que consagra al illustríssimo lusitano rey D. Juan V, Pedro Serra y Postius, de la Academia de Barcelona ; tomo primero. Joseph Giralt, 1742.
Serra Postius, a banda de dedicar aquest llibre Joao V, rei de Portugal (1689-1750), i repassar històricament els estrets lligams entre Catalunya i Portugal, esmenta en l'obra el comte d'Assumar, dient que sap que li ha plagut el seu projecte i que és coneixedor de la devoció que té el noble portuguès per Montserrat. Assumar va fer una donació a Montserrat segons està recollit en l'obra de.... El segon volum de l'obra, on apareix una xilografia de Pauner, deutora del gravat de Gazan, com a única il·lustració del llibre, no es va publicar fins 1747, per Pablo Campins, segons sembla a causa de la seva irreductible adhesió a la causa austriacista: Serra i Postius es negà a incloure en l'edició els retrats de Felip V i Lluís I, i això va implicar la denegació del permís oficial per a imprimir el segon tom, en la qual van desaparèixer totes les làmines dels comtes catalans. Tal vegada els gravats dels comtes podien haver estat obra de Francesc Gazan. La coneixença del gravador amb Serra i Postius venia de lluny, i podien haver coincidit entorn de la primera Acadèmia Desconfiada. Posteriorment, en 1733 l'erudit barceloní dedicà uns versets al llibre publicat per Gazan, encomiant la finalitat didàctica de les seves cartes històrico-heràldiques: 
Con las Arnas tal Baraja,
Gazàn, tu ingenio ha dispuesto,
Que al acabar de jugar
Todos saldran con provecho.
- 1700 Patent de sanitat de la ciutat de Barcelona (Catàleg86)
- 1700 Escut de Juan Bautista de Bassecourt y Wocht, primer marquès de Grigní, capità general de la cavalleria de l'exèrcit de Catalunya (que seria pare del comte del Asalto), a l'obra que li va dedicar Baltasar Ferrer: Consejos de la sabiduría, ó, Compendio de las maximas de Salomón, las más necessarias al hombre para governarse con acierto y sabiduría : con reflexiones morales y políticas, traducidas de francés en castellano por don Manvel Ribeyro ... ; [su autor Mosiur de Baylencourt] Boutauld, Michel, 1604-1689 Rafel Figueró.

Com a general que era el marquès de Grigni no podem descartar que Gazan pogués haver estat a les seves ordres en tant que confessa haver estat dragó, que era un soldat d'infanteria a cavall. http://caballipedia.es/Marqués_de_Grigny
- 1700 retrat de Maria Vittoria Angelini, terciària servita, al llibre Norte de congregantes y reciente flor del ameno vergel de la más pura y dolorida Señora En Barcelona : en la impre[n]ta de Gabriel Bro.

Aquesta obra estava dedicada al virrei Jordi Darmstadt, presumiblement confrare també de la confraria dels Dolors, instituïda a la capella de l'església del Bonsuccés dels religiosos servites.
- 1701 Túmul de Carles II, aixecat a la catedral de Barcelona, amb disseny de Josep Vives, que iIl·lustrà l'obra del jesuïta Josep Rocabertí, Lágrimas amantes de la excel·lentíssima Ciudad de Barcelona..., Barcelona, 1701.
- 1701 Emblema de l'Acadèmia dels Desconfiats, en el llibre de les Nenias reales y lágrimas obsequiosas, que a la inmortal memoria del gran Carlos segundo rey de las Españas y emperador de América (…) consagra la Academia de los Desconﬁados de Barcelona, en Barcelona, Rafael Figueró, 1701.
- 1702 Goigs dedicats a sant Bru, inclosa la partitura, full volander.
- 1704 Escut d'armes del virrei de Catalunya Francisco Fernández de Velasco, aiguafort, Barcelona, MNAC. (346)
- 1710 Retrat de fray Tomás Reluz, obispo de Oviedo (Madrid), «Verdadero Retrato del Ill.º y V. Sr. Dn. F. Thomas Reluz del Orden de Predicadores, Obispo de Oviedo. Conde de Noreña, del Consejo de Su Magd. y su Predicr. Obiit ann. * 1706. aetatis suae 70», Madrid, 1710
- 1712 Imatge de Jesús Natzaré, que havia esculpit Luisa Roldán, i que va ser traslladada a la localitat de Sisante.
- 1714 escut d'armes de Juan Manuel Pacheco Acuña Girón y Portocarrero, marqués de Villena, publicat en l'obra del religiós trinitari Domingo López, Noticias históricas de las tres florentíssimas provincias del celeste orden de la Santíssima Trinidad, Redempción de Cautivos, en Inglaterra, Escocia y Hybernia, su author el M.R.P.M. Fr. Domingo Lopez ... ; sácalas a luz y a su costa la provincia de Castilla de dicho orden y en su nombre las dedica ... el M. Fr. Juan Muñoz de la Cueba. Imprenta Real, por Joseph Rodriguez y Escobar, Madrid, 1714.
- 1720 Retrat de Quevedo, realitzat a partir d'un dibuix de Salvador Jordán, per a l'obra de Pablo Antonio Tarsia, Vida y obras posthumas de D. Francisco de Quevedo y Villegas, Juan Martínez de Casas, 1720.
- 1720 Va gravar, la cartel·la, i segurament els dissenys de la nau de 70 canons, que projectà el marí militar i enginyer naval José Antonio de Gaztañeta e Iturribalzaga (Motrico, 1656 - Madrid, 1728), Proporciones de las medidas más esenciales para la fábrica de navíos y fragates.
- 1733 Francisco Gazán, Libro, y baraja nuevos, e inseparables, para la Academia, y juego de armerias de los escudos de armas de las quatro monarquias mayores, con sus provincias, reyes, principes, estados, republicas, islas, y casas soberanas de Europa ..., dispouesto y recopilado de varios autores, por don Francisco Gazán, empleado por su magestad en la corte. Madrid, en la Imprenta de D. Pedro Joseph Alonso y Padilla. 1733.

```
Aquest llibre va ser novament publicat l'any 1748, també a Madrid, a la imprenta de Antonio Marín.
```

- s.d. Declaratio ocultorum et profundorum Andreas Cretensis in Encom. Virg. Imagen de Ntra. Sera. de la Gleba. Ex-voto. Relligat a un imprès: Consultación en derecho sobre la sucesión del ducado de Cardona, marquesado de Vilamur, y demàs estados unidos y adjacentes. Rafael Figueró, 1711. F.Bon 8012. Forçosament es tracta d'un treball anterior, ja que el mateix autor declara que va marxar amb el seguici del virrei Velasco ran la victòria austriacista de 1705.
- s.d. Retrat, a partir d'un dibuix de Matías de Irala, de l'arquebisbe de Granada Martín de Azcargorta.